# Mayr & Fessler

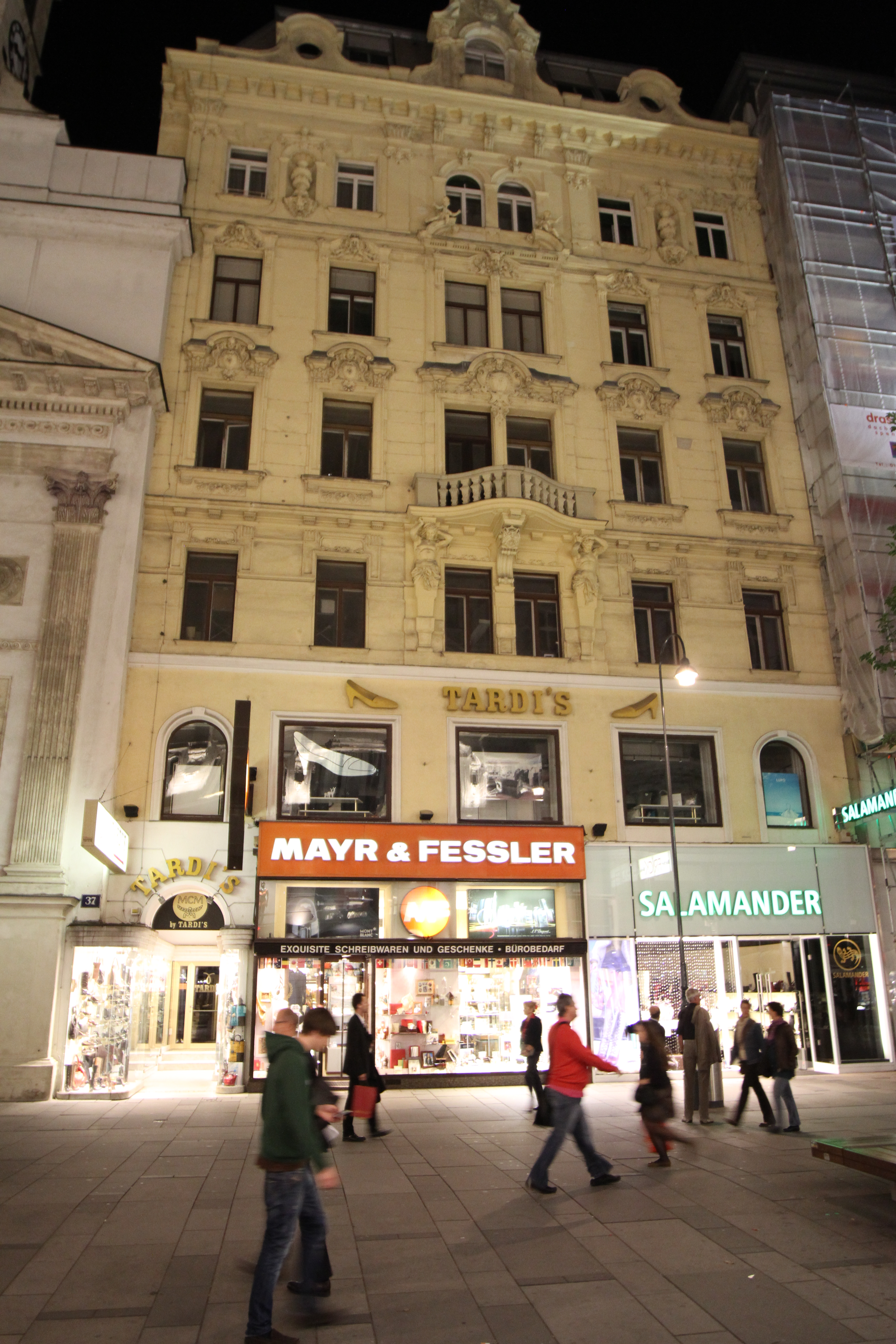
Mayr & Fessler an der Kärntner Straße 37 in Wien

J. Mayr & A. Fessler ist ein traditionsreicher Schreibwarenladen in der Kärntner Straße 37 im 1. Wiener Gemeindebezirk Innere Stadt.

## Geschichte
Im Mai 1840 gründete Josef Mayr eine Zeichen- und Malrequisitenhandlung in der Kärntner Straße 37. Der Erfolg setzte ein und das Sortiment wurde stetig erweitert. Bald wurde das Unternehmen eines der führenden Schreib- & Papierwarengeschäft welches Büromaterial in verschiedene Gebiete der Monarchie und sogar an den kaiserlichen Hof lieferte.
Als Geschäftspartner kam A. Fessler dazu, das Unternehmen hieß daraufhin J. Mayr & A. Fessler.
Das Unternehmen überstand die Wirren des Ersten und Zweiten Weltkrieges. Jetziger Inhaber ist Alexander Jansa, das Unternehmen ist nach wie vor im Familienbesitz.
Mayr & Fessler führt Schreibgeräte, Lederwaren und Geschenke aus dem Luxussegment im Sortiment. Dazu bietet es Papierwaren und Drucksorten an.